# Nicolaas III van Tecklenburg
Nicolaas III van Tecklenburg (overleden op 3 juni 1508) was van 1450 tot aan zijn dood graaf van Tecklenburg. Hij behoorde tot het huis Schwerin.

## Levensloop
Nicolaas III was de zoon van graaf Otto VII van Tecklenburg en diens echtgenote Ermengarda, dochter van graaf Erik I van Hoya. In 1450 volgde hij zijn vader op als graaf van Tecklenburg.
In 1493 kwam zijn tweede zoon Nicolaas IV in opstand tegen hem. Nicolaas III werd gevangengezet, maar terug vrijgelaten nadat hij het graafschap Lingen aan Nicolaas IV had afgestaan. 
In 1508 stierf Nicolaas III, waarna zijn oudste zoon Otto IX hem opvolgde als graaf van Tecklenburg.

## Huwelijk en nakomelingen
In 1459 huwde hij met Mathilde van Polanen, dochter van Willem II van Polanen, heer van Berg, Hedel, Millenberg en Dedam. Ze kregen drie kinderen:
- Elisabeth (overleden na 1499), huwde rond 1465 met graaf Otto IV van Waldeck
- Otto IX (1465-1534), graaf van Tecklenburg
- Nicolaas IV (overleden in 1541), graaf van Lingen